# Entodon myurus
Entodon myurus là một loài rêu trong họ Entodontaceae. Loài này được Hook. Hampe mô tả khoa học đầu tiên năm 1847.